# ГЕС Залізні Ворота I
ГЕС Залізні ворота I – гідроелектростанція на кордоні Румунії та Сербії. Знаходячись між ГЕС Габчиково з однієї сторони та ГЕС Залізні ворота II і ГЕС Гогошу з іншої сторони, входить до складу каскаду на Дунаї. 
В межах проекту Дунай перекрили греблею висотою до 60 метрів та довжиною 1278 метрів. Виконана переважно як бетонна гравітаційна споруда, вона також включає земляну ділянку довжиною 117 метрів. Гребля утримує водосховище з площею поверхні 260 км2 та об’ємом 2,1 млрд м3. 
Кожен із інтегрованих у греблю двох машинних залів обладнаний шістьома турбінами типу Каплан, котрі первісно мали потужність по 175 МВт. В 2007-му Румунія завершила програму модернізації, яка дозволила довести потужність її гідроагрегатів до 194,3 МВт. Сербія станом на 2018 рік модернізувала чотири з шести агрегатів та планує завершити роботи у 2021 році.
Турбіни працюють при напорі від 21,9 до 34,5 метра, при цьому середній напір становить 27,2 метра. Проектне виробництво електроенергії становило по 5,4 млрд кВт-го для кожної із сторін.
У складі комплекса працюють два судноплавні шлюзи з розмірами камер 310х34 метра.